# 1970년 일본 자유민주당 총재 선거
1970년 자유민주당 총재 선거(일본어: 1970年自由民主党総裁選挙)는 1970년 10월 29일에 실시된 자유민주당 총재를 선출하기 위한 선거다.

## 과정
사토 에이사쿠의 임기 만료가 다가오면서 세간의 관심은 사토가 4선에 도전할지 여부였다. 미국과 오키나와 반환 합의에 성공하여 1969년 총선에서 대승을 거둔 직후였기에 사토가 물러난다면 후계 총재는 사토의 뜻을 거스르기 어려운 상황이었다. 다나카 가쿠에이는 사토의 후임 총재 자리를 원했지만 사토는 친형 기시 노부스케의 파벌을 계승한 후쿠다 다케오를 의중에 두고 있었기에 다나카로서는 사토가 4선에 나와주는 것을 바랐다.
다나카를 지지하던 부총재 가와시마 쇼지로는 중간파를 결집해 사토의 4선을 지지하도록 만들었고 다나카와 함께 사토를 찾아가 당내 분위기를 전달하며 4선 출마를 설득했다. 다나카는 1972년으로 예정된 오키나와 반환을 사토의 임기 내에 완수해야 한다고 주장했고 사토가 이를 받아들이면서 4선 도전에 나섰다.
사토의 4선은 일찌감치 성공한 것처럼 보였지만 미키 다케오가 유일하게 대항마로서 출마를 감행했다. 마에오 시게사부로도 출마할지 모른다고 여겨졌지만 출마하지 않았다. 사토가 마에오에게 이번에 자신을 도와주면 개각 때 굉지회(마에오파)를 우대하겠다고 약속했기 때문이었는데 4선에 성공한 사토는 이 약속을 헌신짝처럼 내팽겨쳤다. 분노한 굉지회의 소장파 의원들은 마에오를 맹비난했고 결국 마에오는 파벌 영수에서 물러나게 된다. 3개월 뒤 사토는 마에오를 법무상에 임명했다.

## 후보자
입후보제가 아니었기에 선거 활동을 한 의원들을 모두 표시했다.
| 사토 에이사쿠                                                              | 미키 다케오                                                                |
|                                                                            |                                                                            |
| 중의원 의원(8선, 야마구치현 제2구) 내각총리대신(1964-현직) 총재(1964-현직) | 중의원 의원(13선, 도쿠시마현 전현구) 외무대신(1966-1968) 간사장(1964-1965) |
| 주산회(사토파)                                                             | 정책연구회(미키파)                                                         |
| 야마구치현                                                                 | 도쿠시마현                                                                 |

## 결과
사토는 예상대로 압승을 거두었지만 미키도 세 자리 득표수를 올리며 의외의 선전을 보여 차기 총재 후보군으로 꼽히게 되었다.
입후보제가 아니었기에 입후보 표명 여부와 무관하게 자민당 소속 의원에 대한 표는 모두 유효표로 산정되었다.
| 후보자              | 득표수 | 득표율 |
| ------------------- | ------ | ------ |
| 사토 에이사쿠       | 353    | 75.59% |
| 미키 다케오         | 111    | 23.77% |
| 지바 사부로         | 1      | 0.21%  |
| 우쓰노미야 도쿠마   | 1      | 0.21%  |
| 후지야마 아이이치로 | 1      | 0.21%  |
| 합계                | 467표  | 100%   |
| 유효 투표수         | 467표  |        |
| 무효표·백표         |        |        |
| 유권자 수           |        | 100%   |